# Eratoneura protuma
Eratoneura protuma är en insektsart som först beskrevs av Ross 1957.  Eratoneura protuma ingår i släktet Eratoneura och familjen dvärgstritar. Inga underarter finns listade i Catalogue of Life.